# Lista de programas transmitidos pela TV Globo
TV Globo é uma rede de televisão comercial aberta brasileira. É assistida por mais de 200 milhões de pessoas diariamente, sejam elas no Brasil ou no exterior. É a segunda maior rede de televisão comercial do mundo, atrás apenas da norte-americana American Broadcasting Company (ABC), sendo que alcança 98,60% do território brasileiro, cobrindo 5 490 municípios e cerca de 99,55% do total da população brasileira.

## Programas atuais
Nota: Os títulos estão listados em ordem seguida do ano de estreia entre parênteses.

### Jornalismo

#### Telejornais
- Jornal Nacional (1969-presente)
- Jornal Hoje (1971-presente)
- Bom Dia Brasil (1983-presente)
- Jornal da Globo (1967-1969; 1979-1981; 1982-presente)
- Hora Um da Notícia (2014-presente)
- Bom Dia Sábado (2025-presente)

##### Locais
- Bom Dia Praça (1983-presente)
- Praça TV 1ª Edição (1983-presente)
- Praça TV 2ª Edição (1983-presente)
- Bom Dia Sábado (2018-presente)

#### Programas jornalísticos
- Fantástico (1973-presente)
- Globo Repórter (1973-presente)
- Globo Rural (1980-presente)
- Pequenas Empresas & Grandes Negócios (1988-1990; 1992-presente)
- Profissão Repórter (1995; 2006-presente)

##### Locais
- Antena Paulista (1999-presente para SP)
- Globo Comunidade (1991-presente para RJ, DF e PE)

### Esportivos
- Esporte Espetacular (1973-1983; 1987-presente)
- Auto Esporte (2002-presente)
- Segue o Jogo (2019-presente)
- Futebol na Globo (1965-presente)
  - Campeonato Brasileiro de Futebol
  - Copa do Brasil de Futebol
  - Copa Conmebol Libertadores
  - Copa do Mundo FIFA
  - Eliminatórias da Copa
  - Eurocopa[2]
  - Copa América[3]
  - Copa do Mundo Feminina de Clubes da FIFA
  - Campeonato Paulista de Futebol Feminino
- Jogo Olimpíadas na Globo 
  - Jogos Olímpicos de Verão
  - Jogos Olímpicos de Inverno
- Jogos Paralímpicos na Globo
  - Jogos Paralímpicos de Verão
  - Jogos Paralímpicos de Inverno

#### Locais
- Globo Esporte (1978-presente)

### Entretenimento

#### Variedades e entretenimento
- Encontro com Patrícia Poeta (2012-presente)
- Mais Você (1999-presente)
- É de Casa (2015-presente)
- Altas Horas (2000-presente)
- Caldeirão com Mion (2021-presente)
- Domingão com Huck (2021-presente)

#### Entrevistas
- Conversa com Bial (2017-presente)[4]
- Lady Night (2019-presente)[5]
- Que História é Essa, Porchat? (2020-presente)
- Avisa Lá Que Eu Vou (2024-presente)
- Viver Sertanejo (2024-presente)

#### Reality shows
- Big Brother Brasil (2002-presente)
- The Masked Singer Brasil (2021-presente)
- Estrela da Casa (2024-presente)
- The Taste Brasil (2024-presente)
- Chef de Alto Nível (2025-presente)

### Especiais
- Retrospectiva (1967-presente)
- Especial Roberto Carlos (1974-presente)
- Criança Esperança (1985-presente)
- Globeleza (1991-presente)
- Show da Virada (1998-presente)
- Sessão de Natal (2013-presente)
- Sessão Plim Plim (2024-presente)

#### Musical
- Som Brasil (1981-1984; 1993-1998; 2007-2013; 2022-presente)
- Prêmio Multishow de Música Brasileira (2023-presente)
- Viver Sertanejo (2024-presente)

### Telenovelas

#### Telenovelas das 18h
- Êta Mundo Melhor! (2025-presente)

#### Telenovelas das 19h
- Dona de Mim (2025-presente)

#### Telenovelas das 21h
- Vale Tudo (2025-presente)

#### Reprises às tardes
- História de Amor - Edição Especial (2025-presente)
- A Viagem (Vale a Pena Ver de Novo) (2025-presente)

### Séries

#### Comédia
- Vai Que Cola - Sessão Comédia na Madruga (2022-presente)[6][7]

### Sessões de filmes e séries
- Campeões de Bilheteria (1969-1998; 2020-presente de forma esporádica)
- Corujão (1972-presente)
- Domingo Maior (1972-presente)
- Sessão da Tarde (1974-presente)
- Cinema Especial (1975-presente de forma esporádica)
- Supercine (1981-presente)
- Tela Quente (1988-presente)
- Temperatura Máxima (1989-presente)
- Sessão de Sábado (1992-2011; 2021-presente)
- Sessão Globoplay (2018-presente)
- Cinemaço (2019-presente)
- Sessão Comédia na Madruga (2022-presente)

### Transmissões esportivas

#### Futebol
- Campeonato Brasileiro de Futebol
- Copa do Brasil de Futebol
- Copa Conmebol Libertadores
- Copa do Mundo FIFA
- Eliminatórias da Copa
- Eurocopa[2]
- Copa América[3]
- Copa do Mundo Feminina de Clubes da FIFA
- Campeonato Paulista de Futebol Feminino

#### Outros
- Jogos Olímpicos na Globo
  - Jogos Olímpicos de Verão
  - Jogos Olímpicos de Inverno
- Jogos Paralímpicos na Globo
  - Jogos Paralímpicos de Verão
  - Jogos Paralímpicos de Inverno

## Programas extintos

### Jornalismo

#### Telejornais
- Tele Globo (1965)

##### Locais
- Jornal da Sete (1979-1983)

#### Programas jornalísticos
- Como Será? (2014-2019)
- Globo Mar (2010-2013)
- Bem Estar (2011-2019)
- Linha Direta (1990; 1999-2007; 2023-2024)[8]

[...]

#### Variedades e auditório
[...]
- TV Mulher (1980-1986)
- Vídeo Show (1983-2019)
- Domingão do Faustão (1989-2021)
- Planeta Xuxa (1997-2001)
- Caldeirão do Huck (2000-2021)
- TV Xuxa (2005-2007; 2008-2014)
- Estrelas (2006-2018)
- Amor & Sexo (2009-2018)
- Esquenta! (2011-2017)
- Tamanho Família (2016-2019 no antigo formato)
- Se Joga (2019-2021)[9]
- Pipoca da Ivete (2022-2023)

[...]

#### Entrevistas
[...]
- Programa do Jô (2000-2016)
- Na Moral (2012-2016)
- Adnight Show (2016-2017)

[...]

#### Reality shows
- No Limite (2000-2001; 2009; 2021-2023)
- Fama (2002-2005)
- Superstar (2014-2016)
- The Voice Kids (2016-2023)
- The Voice Brasil (2012-2023)
- Popstar (2017-2019)
- Mestre do Sabor (2019-2022)
- The Voice + (2021-2022)

#### Game shows
- Radical Chic (1993)
- Vídeo Game (2001-2011; 2017)
- Zig Zag Arena (2021)

### Educativos
- Telecurso (1981-2014)
- Globo Ciência (1984-2014)
- Globo Ecologia (1990-2014)

[...]

### Especiais
- Concertos Internacionais (1977-1995)[10]
- Mulher 80 (1979)
- Pirlimpimpim (1982)
- Estação Globo (2004-2009)

### Infantis
Variedades e auditório
- Disneylândia (1972-198?)
- Vila Sésamo (1972-1977)
- Balão Mágico (1983-1986)
- Xou da Xuxa (1986-1992)
- Show do Mallandro (1991-1993)
- TV Colosso (1993-1997)
- Disney Club (1993-1996)
- Xuxa Park (1994-2001)
- Angel Mix (1997-2000)
- TV Globinho (2000-2015)
- Gente Inocente (2000-2002)
- Xuxa no Mundo da Imaginação (2002-2004)
- TV Xuxa (2005-2007 no formato infantil)

#### Sessões de desenhos, filmes e séries
- Globo Cor Especial (1973-1983)
- Festival de Desenhos (1981-2015)

#### Telejornais
- Globinho (1972-1982)

### Humorísticos
[...]
- Chico City (1973-1980)
- Planeta dos Homens (1976-1982)
- Os Trapalhões (1977-1995)
- Praça da Alegria (1977-1978)
- Viva o Gordo (1981-1987)
- Chico Total (1981; 1996)
- TV Pirata (1988-1992)
- Escolinha do Professor Raimundo (1990-1995; 2001)
- Estados Anysios de Chico City (1991)
- Casseta e Planeta Urgente (1992-2010)
- Zorra Total (1999-2015)
- Tá no Ar: A TV na TV (2014-2019)
- Escolinha do Professor Raimundo (2015-2020)
- Zorra (2015-2020)
- Fora de Hora (2020)[11]

### Telenovelas

#### Telenovelas das 18h
- No Rancho Fundo (2024)
- Elas Por Elas (2023-2024)

[...]

#### Telenovelas das 19h
- Família É Tudo (2024)
- Fuzuê (2023-2024)
- Vai na Fé (2023)
- Cara e Coragem (2022-2023)

[...]

#### Telenovelas das 21h
- Renascer (2024)
- Terra e Paixão (2023-2024)
- Travessia (2022-2023)
- Pantanal (2022)
- Um Lugar ao Sol (2021-2022)
- Amor de Mãe (2019-2021)
- A Dona do Pedaço (2019)
- O Sétimo Guardião (2018-2019)
- Segundo Sol (2018)
- O Outro Lado do Paraíso (2017-2018)

[...]

#### Telenovelas das 20h
- Passione (2010-2011)
- Viver a Vida (2009-2010)
- Caminho das Índias (2009)
- A Favorita (2008-2009)
- Duas Caras (2007-2008)
- Paraíso Tropical (2007)
- Páginas da Vida (2006-2007)
- Belíssima (2005-2006)

[...]

#### Drama
- Antônia (2006-2007)
- Sob Pressão (2017-2022)
- Assédio (2018)
- Segunda Chamada (2019-2021)

[...]

#### Comédia
[...]
- Sai de Baixo (1996-2002; 2013)
- A Grande Família (2001-2014)
- Os Normais (2001-2003)
- A Diarista (2004-2007)
- Sob Nova Direção (2004-2007)
- Minha Nada Mole Vida (2006-2007)
- Tapas & Beijos (2011-2015)
- Louco Por Elas (2012-2013)
- Pé na Cova (2013-2016)
- Chapa Quente (2015-2016)
- Mister Brau (2015-2018)
- Eu, a Vó e a Boi (2019)
- Cine Holliúdy (2019-2023)

#### Ação
- O Caçador (2014)
- Carceireiros (2017-2021)

[...]

#### Infantis
- Caça Talentos (1996-1998)
- Flora Encantada (1999-2000)
- Bambuluá (2000-2001)
- Sítio do Picapau Amarelo (2001-2017)

#### Juvenis
- Malhação (1995-2020)

#### Biografia
- Por Toda Minha Vida (2006-2011)

### Séries internacionais

#### Comédia
- Os Simpsons
- Futurama
- American Dad
- A Feticeira
- Família Dinossauro
- Jeannie É um Gênio

[...]

#### Drama
- Plantão Médico

[...]

#### Ação
- 24 Horas
- Lost
- Revenge
- Lista Negra
- Nikita
- Máquina Mortífera

#### Suspense e terror
- Manifest
- American Horror Story

[...]

#### Musical
- Glee

[...]

### Sessões de filmes e séries
- Sessão de Gala (1972-2019)
- Classe A (1972-1996)
- Festival de Sucessos (1976-1996; 2008-2014; 2019)
- Festival Nacional (1981-1990; 1998-2014)
- Sessão de Domingo (1982-1989)